# Koberg
Koberg là một đô thị thuộc huyện Lauenburg, trong bang Schleswig-Holstein, nước Đức. Đô thị Koberg có diện tích 11,98 km², dân số thời điểm 31 tháng 12 năm 2006 là 760 người.